# André Pourny
Pour les articles homonymes, voir Pourny.
André Pourny, né le 30 novembre 1928 à Toulon-sur-Arroux et mort le 10 juin 2018 à Saint-Vallier,, est un homme politique français.

## Détail des fonctions et des mandats
Mandats locaux
- 1995 - 2001 : maire de Sainte-Radegonde
- 1960 - 2004 : conseiller général du canton d'Issy-l'Évêque

Mandats parlementaires
- 28 septembre 1986 - 24 septembre 1995 : sénateur de Saône-et-Loire
- 24 septembre 1995 - 30 septembre 2004 : sénateur de Saône-et-Loire